# Ferdinand Le Cerf
Ferdinand Le Cerf est un entomologiste français né à Paris 17e le 3 octobre 1881 et mort à Paris 13e le 2 janvier 1945, spécialisé dans les lépidoptères.

## Biographie
Il a travaillé au laboratoire d'entomologie du Muséum national d'histoire naturelle.
A participé au premier Congrès international pour la protection de la nature, faune et flore, sites et monuments naturels qui a eu lieu à Paris du 31 mai au 2 juin 1923. Avec Raoul de Clermont, Albert Chappellier, Louis de Nussac et Charles Valois, il en a rédigé les rapports (1926).

## Publications
- Atlas des Lépidoptères de France: Rhapalocères: Volume 1
- Atlas des lépidoptères de France: Hétérocères
- Atlas des lépidoptères de France, Partie 3
- Atlas des lépidoptères de France, Suisse, Belgique, Italie du Nord: 2, Hétérocères
- Lepidoptera recueil d'études biologiques et systématiques sur les Lépidoptères du globe[2].